# Jozsef Zsamboki
József Zsámboki (* 24. Mai 1933 in Budapest; † 6. Mai 2011 in München) ist ein ehemaliger ungarischer Fußballspieler.

## Karriere

### Beginn
Zsamboki gehörte mit 25 Jahren dem Kader des FC Bayern München an, für den er von 1958 bis 1960 in der Oberliga Süd, der höchsten deutschen Spielklasse, zum Einsatz kam. In seiner ersten Saison bestritt er 14 Punktspiele und erzielte elf Tore. Sein Debüt für die Bayern krönte er am 31. August 1958 (3. Spieltag), beim 6:1-Sieg im Auswärtsspiel gegen den BC Augsburg, gleich mit zwei Toren, dem 1:0 in der ersten und dem 2:0 in der 56. Minute. Mit zwei erzielten Toren mehr in 29 Punktspielen der Folgesaison trug er zum dritten Platz bei.

### Fortsetzung
In der Saison 1960/61 war er in der 2. Oberliga Süd für den KSV Hessen Kassel in 32 Punktspielen, in denen er neun Tore erzielte, aktiv und beendete diese mit der Mannschaft als Viertplatzierter.

### Ende
Anschließend spielte er kurzzeitig beim FC Zürich, bevor er nach Frankreich zu Racing Straßburg wechselte. In der Saison 1961/62 bestritt er 21 Punktspiele in der Division 1, der höchsten Spielklasse im französischen Fußball, erzielte vier Tore und trug dazu bei, dass der Aufsteiger die Klasse als 15. hielt. Bei seinem Debüt am 11. November 1961 (17. Spieltag) erzielte er bei der 1:2-Niederlage im Heimspiel gegen Stade Olympique Montpelliérain das Tor zum 1:0 in der 33. Minute. In der Folgesaison wurde er in 16 Punktspielen eingesetzt, wobei ihm ein Tor gelang. Seine letzten drei Punktspiele für den Verein bestritt er in der Saison 1964/65, nachdem er in vorangegangenen Saison gar nicht zum Einsatz gekommen war. In dieser Spielzeit bestritt er ferner zwei Spiele auf internationaler Vereinsebene. Am 9. September 1964 gehörte er der Mannschaft an, die in der 1. Runde um den Messestädte-Pokal den AC Mailand im Hinrundenspiel mit 2:0 bezwang und durch die 0:1-Niederlage im Rückspiel in die 2. Runde einzog. Dort kam er letztmals am 3. November 1964 beim 1:0-Hinrundensieg beim FC Basel zum Einsatz, nicht mehr in den vier Spielen, bevor die Mannschaft im Viertelfinale gegen Manchester United aus dem Wettbewerb ausschied.